# Liberaal Vlaams Studentenverbond

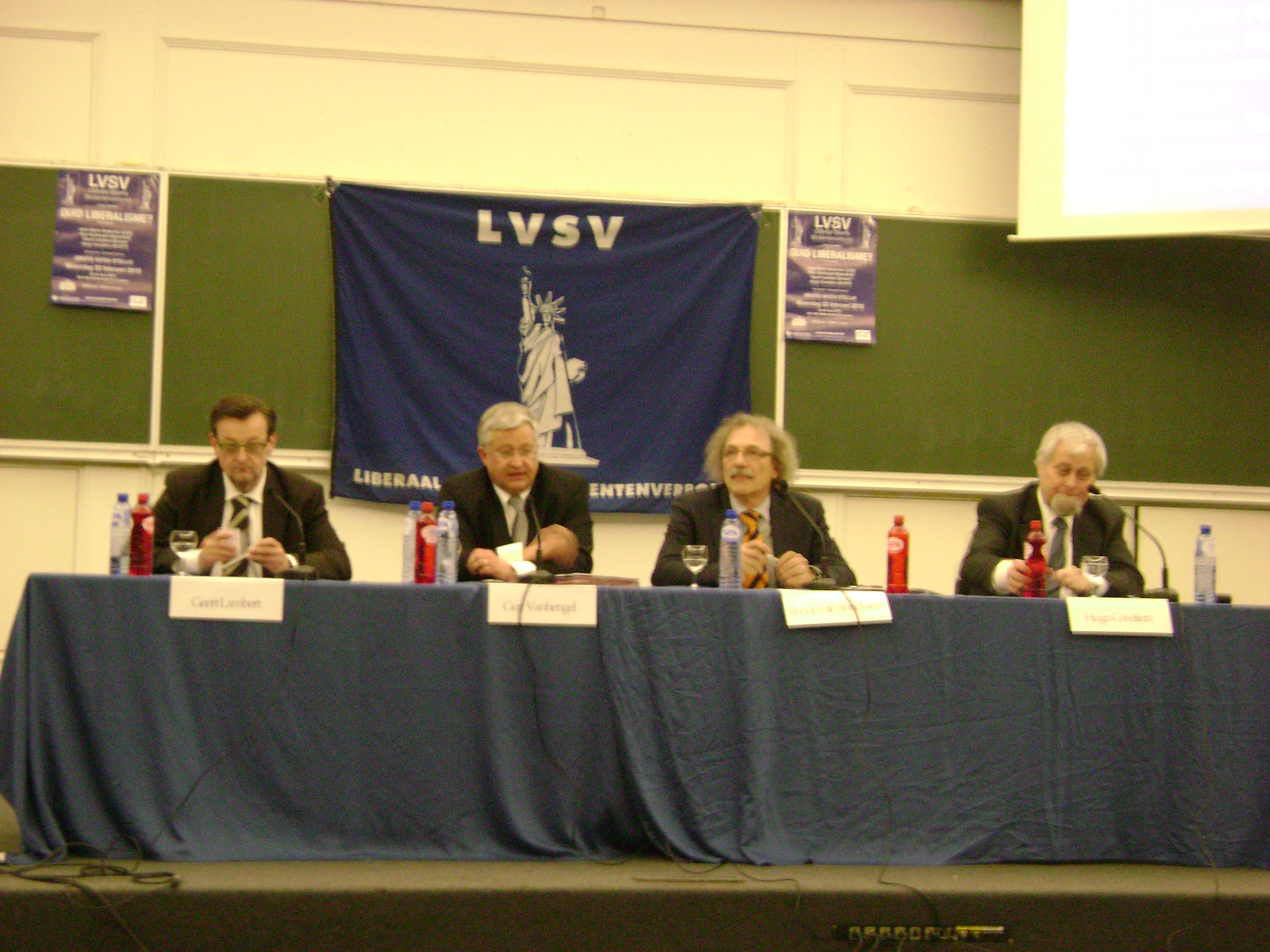
Een debat in Leuven

Het Liberaal Vlaams Studentenverbond (LVSV) is een liberale studentenvereniging met afdelingen in verschillende Vlaamse universiteitssteden. Het LVSV organiseert regelmatig debatten met politici en discussieavonden.

## Geschiedenis
Het LVSV werd in 1930 in Gent opgericht, en kreeg al snel afdelingen in andere steden.
De Duitse bezetting had ook zijn weerslag op het universiteitsleven. De Gentse afdeling vormde een van de kernen van het lokale Onafhankelijkheidsfront, met Karel Poma op de voorgrond die meewerkte aan het verzetsblad Klokke Roeland.
Tijdens het liberale congres op 7 april 1950 profileerde LVSV zich in de Koningskwestie. Voorzitter Willy De Clercq keerde zich toen sterk tegen de terugkeer van de koning Leopold, wat het begin werd van zijn politieke carrière bij de Liberale Partij.
De Gentse afdeling van LVSV werd in 1972 heropgericht door Guy Verhofstadt, die het ideologisch vorm gaf, met steun van onder andere Yannick De Clercq, Rudy Van Quaquebeke en Dirk Verhofstadt. De groep werkte samen met studenten van andere politieke overtuiging en was kritisch over de Partij voor Vrijheid en Vooruitgang. Onder invloed van Patrick Dewael hervormde de Brusselse afdeling zich eveneens.
Het LVSV wordt nog steeds door Open-VLD-politici, zoals Egbert Lachaert en Mathias De Clercq, aangeduid als belangrijke stap in hun ideologische ontwikkeling. Dit geldt ook voor de N-VA-politica Zuhal Demir.
Voor de uitgebreide lijst van oud-voorzitters, zie LVSV/Oud-voorzitters.